# Manchesteri derbi
A Manchester City és a Manchester United közötti rivalizálás Anglia futballtörténelmének az egyik kiemelkedő és napjainkban is folytatódó ellentétezése a sportágban. A két csapat elhelyezkedése miatt (Manchester) a párharcot manchesteri derbinek is nevezik. A két fél először 1881-ben találkozott. A City a City of Manchester Stadionban játszik, míg a United az Old Traffordon, a két stadion mindössze 6,4 kilométerre van egymástól. A két csapat 195-ször találkozott, a United 80, a City 61 alkalommal győzött, míg 54 volt döntetlen. Anglia legsikeresebb csapatai között vannak, a United és a City összesen 104 címet nyertek el, a United 68-at, a City 36-ot.

## Története

### A ligatagság előtt

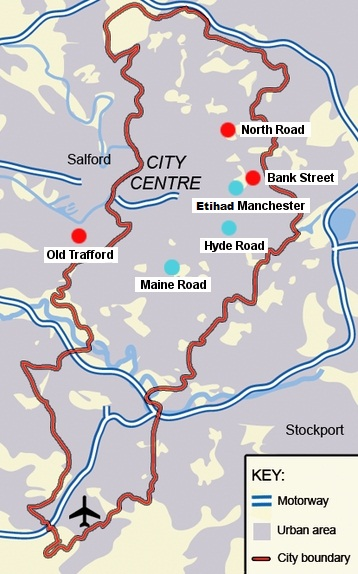
A két csapat stadionjai Manchester térképén az évek során (a United pályái pirossal, a City kékkel jelölve)

A két csapat először 1881. november 12-én találkozott, akkor még St. Mark’s (később: Manchester City) és Newton Heath LYR (később: Manchester United) néven. A Newton Heath diadalmaskodott, 3–0-ra, az Ashton Reporter egy „kellemes találkozó”-ként írta le. Ebben az időszakban a két klub csak egyike volt a sok feltörekvő manchesteri együttesnek, így nem számított különlegesnek a két fél találkozása. Mindkét csapat növekedett az 1880-as években, az 1890-es évek első mérkőzését már a következőként jellemezték: „két helyi csapat találkozója, az Ardwick (City) éppen csak emelkedik a labdarúgás világának legmagasabb szintjére, míg a Newton Heath majdnem a legjobbak között van.” A két csapat Manchester legsikeresebb együttesei lettek, a Manchesteri Kupa győztese 1888 és 1893 között mindig az egyik csapat volt a kettő közül. Az időszakban mindkét csapat megpróbált bekerülni az angol bajnokságba (a Newton Heath 1889-ben, 1890-ben és 1891-ben, míg az Ardwick 1891-ben), sokáig sikertelenül. 1892-ben kerültek végül az angol labdarúgó-piramisba, a Newton Heath az első-, az Ardwick az új másodosztályba.

### A rivalizálás első évei
Az első bajnoki mérkőzést a két csapat az 1894–1895-ös szezonban játszotta, mikor a Newton Heath 5–2-re verte meg a Manchester City-t a Hyde Roadon. Az 1890-es évek végén Billy és Matthew Gillespie skót testvérek háromszor játszottak egymás ellen, mint a két csapat tagjai. A két csapat első találkozása az első osztályban 1906 decemberében történt, aminek során a City diadalmaskodott 3–0-ra. A jegybevétel több, mint ezer font volt a mérkőzésről, ami akkor közel rekordnak számított. Ebben az időszakban a City éppen rossz pénzügyi helyzetben volt, miután elítélték a csapatot, amiért illegálisan adtak pénz játékosaiknak fizetésük mellett. Tizenhét játékosukat függesztették fel és megtiltották nekik, hogy valaha a csapatban játszanak. Ezek között a játékosok között voltak az 1904-es FA-Kupa-győztes csapat legfontosabb tagjai is. Mikor a felfüggesztésük véget ért 1907 januárjában, négy játékos (Jimmy Bannister, Herbert Burgess, Billy Meredith és Sandy Turnbull) a United csapatához igazolt, ahol nagy szerepet játszottak a csapat első bajnoki címének megszerzésében 1908-ban. A mai ellenségeskedéssel ellentétben, akkor ezt egy pozitív dolognak tekintették a csapatok, méltó lépésnek számított a másik manchesteri csapat kisegítése. A következő szezonban Turnbull lett az első játékos, akit kiállítottak a derbi történetében.
Az első derbi, amit reflektorfényben játszottak, 1889. február 26-án került megrendezésre a Belle Vue Athletic Groundon. A Newton Heath diadalmaskodott 3–2-re az Ardwick fölött. A Hyde szénbánya tragédiájának sebesültjei és halottai támogatására rendezték.
A második világháború előtt sok manchesteri rajongó az egyik héten a City, a következőn pedig a United mérkőzéseit követte. A háború után alakult ki a napjainkig is fenntartó rivalizálás.
Az első kompetitív mérkőzés, amit reflektorfényben rendeztek az 1956-os szuperkupa-döntő volt, ahol a bajnok Manchester United legyőzte a kupagyőztes Cityt, 1–0-ra a Maine Roadon.

### 1970-es évek
Az 1970-es években két vitatott esemény is történt. Az 1970-ben rendezett decemberi derbin George Best becsúszása eltörte Glyn Pardoe City-védő lábát, annyira, hogy Pardoe majdnem elvesztette a lábát, felépülése két évbe telt. A következő szezonban egy 3–3-as döntetlen során Francis Lee megvádolta Bestet, hogy feldobta magát és ezt azzal próbálta bizonyítani, hogy a földre vetette magát. Az 1973–1974-es szezon első derbijén Mike Doyle és Lou Macari is piros lapot kaptak a Maine Roadon. Egyikük se volt hajlandó elhagyni a pályát, így a bíró visszaküldte a csapatokat az öltözőbe, amíg el nem fogadták kiállításukat.

#### A Denis Law-mérkőzés

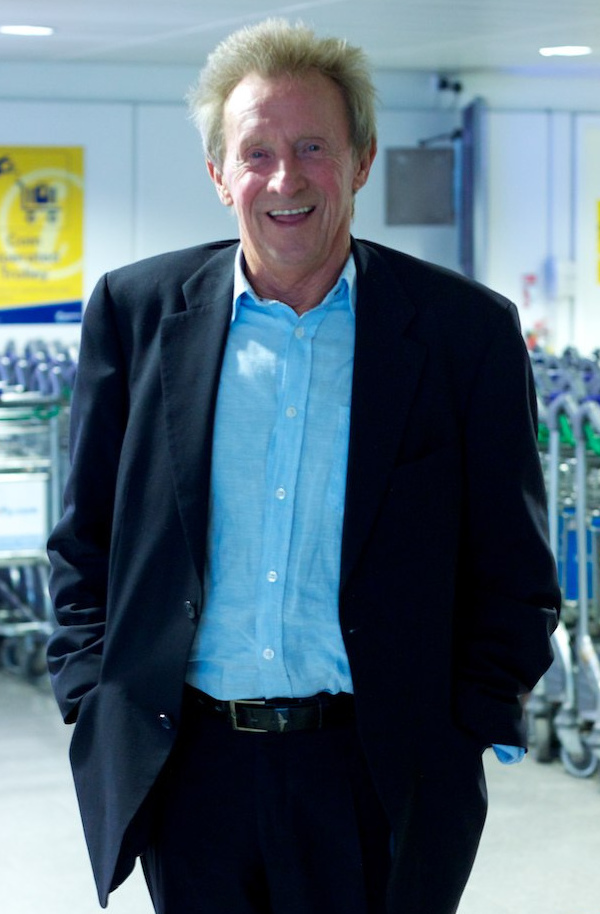
A Manchester United-legenda Denis Law szerezte a City győztes gólját az 1973–1974-es szezon végén

Az 1973–1974-es szezon visszavágóját az Old Traffordon játszották, a szezon utolsó előtti fordulójában, a United kiesés ellen küzdött, csak úgy maradhattak volna bent, ha megverik a Cityt és a Norwich megveri a Birminghamet. 80 perc elteltével az állás 0–0 volt, mikor Francis Lee a korábban United-játékos és legenda Denis Law-nak passzolta a labdát, aki háttal állt a kapunak. Sarkával a Alex Stepney kapujába lőtte a labdát. Ez volt Law pályafutásának utolsó pályára lépése, nem sokkal később bejelentette visszavonulását. A meccs utolsó perceiben a United rajongói berohantak a pályára, így a mérkőzést félbe kellett hagyni. A Norwich kikapott, így végül nem számított a két manchesteri csapat közötti eredmény, de ennek ellenére napjainkig is sokan a mérkőzésként emlegetik, amikor a United saját legendája kiejtette az első osztályból a csapatot. Napjainkig a labdarúgás egyik legnagyobb hamis mítosza.
A United egy évvel később tért vissza az első osztályba. Az évtized második felében mindkét csapat sikeres volt, a City ligakupa-győztes lett 1976-ban és egy évvel később másodikak lettek, míg a United három FA-Kupa-döntőben játszott négy év alatt, egyet megnyerve.

### 1980-as évek
Az 1980-as évek egy 2–2-es döntetlennel kezdődött az Old Traffordon, 1980. szeptember 27-én. A mérkőzés a United egy kifejezetten sikertelen szezonjának kezdetén volt, az évad végén kirúgták Dave Sexton menedzsert, míg a City is így tett, megválva Malcolm Allisontól. Az utóbbi csapatnak a váltás kifejezetten jó döntésnek bizonyult, John Bond alatt jobbak lettek a bajnokságban és elérték az FA-Kupa döntőt.
1982–1983-ra viszont a United teljesen véget vetett annak a vitának, hogy melyik a jobb manchesteri csapat, mikor harmadikak lettek a bajnkságban, megnyerték az FA-Kupát, míg a City kiesett az első osztályból. Az 1982. október 23-i manchesteri derbi 2–2 lett, míg a visszavágó a Maine Roadon 2–1-re végződött a United javára.
A City az 1985–1986-os szezonban tért vissza az angol labdarúgás legmagasabb szintjére és 1985. szeptember 14-én fogadta a United csapatát a Maine Roadon. A United 3–0-ra nyert, sorozatban nyolcadik mérkőzését megnyerve a bajnokságban. A United végül sorozatban tízszer diadalmaskodott és első volt a bajnokságban az új évben, de a szezon végén csak negyedikek tudtak lenni. Ugyan a City 15. lett a bajnokságban, 1986. március 22-én egy 2–2-es döntetlent tudtak kiszenvedni az Old Traffordon, fontos két pontot elvéve a Unitedtől.
Az 1986–1987-es szezon végén a City kiesett az első osztályból, míg a United tizenegyedik lett, kirúgták Ron Atkinsont és helyére kinevezték Alex Fergusont, 1986. november 11-én. Atkinson egyik utolsó mérkőzése egy látogatásuk volt a Maine Roadra október 25-én, aminek végeredménye 1–1 lett. Alex Ferguson első találkozása a manchesteri kékekkel 1987. január 10-én volt az FA-Kupa harmadik fordulójában, a United 1–0-ra diadalmaskodott. 1987. március 7-én volt a visszavágó a bajnokságban, amit a Vörös Ördögök 2–0-ra nyertek, folytatva fejlődésüket Ferguson alatt, míg a City egyre közelebb került a kieséshez.
Az 1980-as évek sikerrel végződtek a City számára, feljutottak az első osztályba 1989-ben, 1989. szeptember 23-án a Maine Roadon találkoztak a vörösökkel, a szezon első heteiben. A City 5–1-re verte a Unitedet, ami az utolsó győzelmük volt a Vörös Ördögök ellen 13 évig.

### 1990-es évek
Peter Schmeichel dán kapus, aki játszott mindkét csapatban, az egyetlen játékos, aki soha nem kapott ki a derbik történetében. A United veretlen volt 10 mérkőzése során az 1990-es években és egyetlen szezonjában a Maine Roadon a City megverte a vörösöket, illetve az Old Traffordon játszott mérkőzés döntetlen lett.

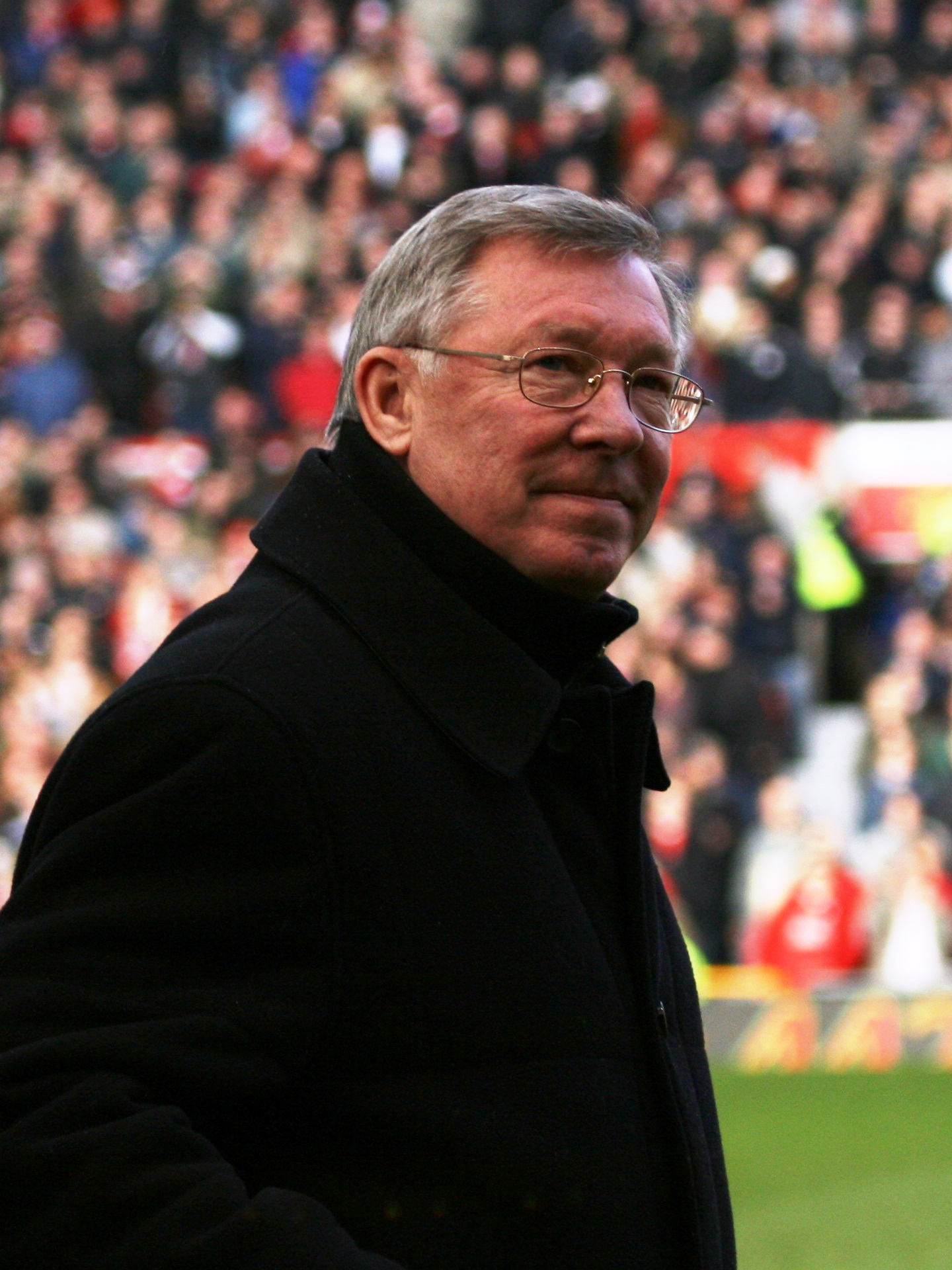
Alex Ferguson érkezése után a Manchester United dominálta a derbit az 1990-es években, veretlenek voltak az évtizedben

Viszont az 1990-es években a United dominálta a derbit, az egész évtizedben veretlenek voltak. 1990–1991-es szezonban mindkét manchesteri csapat a tabella első felében volt, de egyik se tűnt igazi bajnoki esélyesnek. Az októberi mérkőzés a Maine Roadon 3–3-as eredménnyel végződött, de a visszavágót az Old Traffordon a United nyerte meg 1–0-ra. Az egyetlen gólt az akkor 17 éves Ryan Giggs szerezte, első profi góljaként legendás, kiemelkedően sikeres és rekordokat döntő pályafutásában. Az 1991–1992-es derbik eseménytelenek voltak, a novemberi mérkőzés a kékek pályáján 0–0 lett, míg a találkozó az Old Traffordon 1–1. A United második lett a bajnokságban, miután sokáig vezették a tabellát. A szezon második felében nehezükre esett gólt szerezni és több kupasorozatban való szereplésük miatt végül lemaradtak első címűkről Ferguson alatt.
A Premier League megalapítása után az első derbit az 1992–1993-as szezonban 1992. december 6-án rendezték, a United 2–1-re diadalmaskodott az Old Traffordon. Ezen a mérkőzésen debütált a United új igazolása, Éric Cantona, aki a következő négy szezonban nyolc gólt szerzett a manchesteri derbiken, először még abban az évadban a Maine Roadon. Az 1993–1994-es szezonban került megrendezésre minden idők egyik legjobb manchesteri derbije, mikor a United 2–0-ás hátrányból tudta megverni a Cityt a Maine Roadon, Cantona duplájával. A következő mérkőzésen is duplázni tudott a francia és az azt követő derbin is betalált, 1994 novemberében, de Andrej Kancselszkisz volt az 5–0-ás végeredményű mérkőzés hőse, mesterhármast szerzett. A bajnoki visszavágó a Maine Roadon 3–0-ra végződött három hónappal később, ismét a United nyert. Az 1995–1996-os szezon volt az évszázad utolsója, amiben manchesteri derbit rendeztek, hiszen a City kiesett az évad végén. Október közepén tartották meg az elsőt, az Old Traffordon, ahol a 20 éves Paul Scholes góljának és Peter Schmeichel kiemelkedő teljesítményének köszönhetően a City nem tudta meglepni a Vörös Ördögöket. A szezon második derbijére áprilisban került sor, Cantona ismét gólt szerzett, a végeredmény 3–2 lett. A két csapat ezek mellett az FA-Kupában is találkozott, ahol a United az ötödik fordulóban kiejtette a kékeket.

### 2000-es évek
Az évezred első Old Traffordon rendezett derbijén, 2001 áprilisában Roy Keane és Alfie Håland viszálya elérte csúcspontját, mikor Keane-t kiállították azt követően, hogy térdmagasságban megrúgta a norvég játékost. Ez, a Law-mérkőzéshez hasonlóan az angol labdarúgás történetének egyik legnagyobb hamis mítoszaként terjedt el, miszerint Keane végett vetett Håland pályafutásának a becsúszással. Az igazság viszont az, hogy Hålandot le se kellett cserélni és kezdőként játszott a következő mérkőzésen is. Az ellenségeskedésük 1997-ben kezdődött, mikor az ír keresztszalag-sérülést szenvedett, miközben szabálytalan volt Håland ellen (aki akkor a Leeds játékosa volt, akik szintén a United riválisai). Miközben Keane a földön feküdt, a norvég azzal vádolta, hogy tetteti sérülését. A mérkőzés végeredménye 1–1 lett, a United már bebiztosította bajnoki címét és a City veresége közelebb taszította őket a végül elkerülhetetlen szezon végi kieséshez. Kilenc év után ez volt az első alkalom, hogy a City nem kapott ki az Old Traffordon és nyolc év óta az első alkalom, hogy nem kaptak ki a Unitedtől.

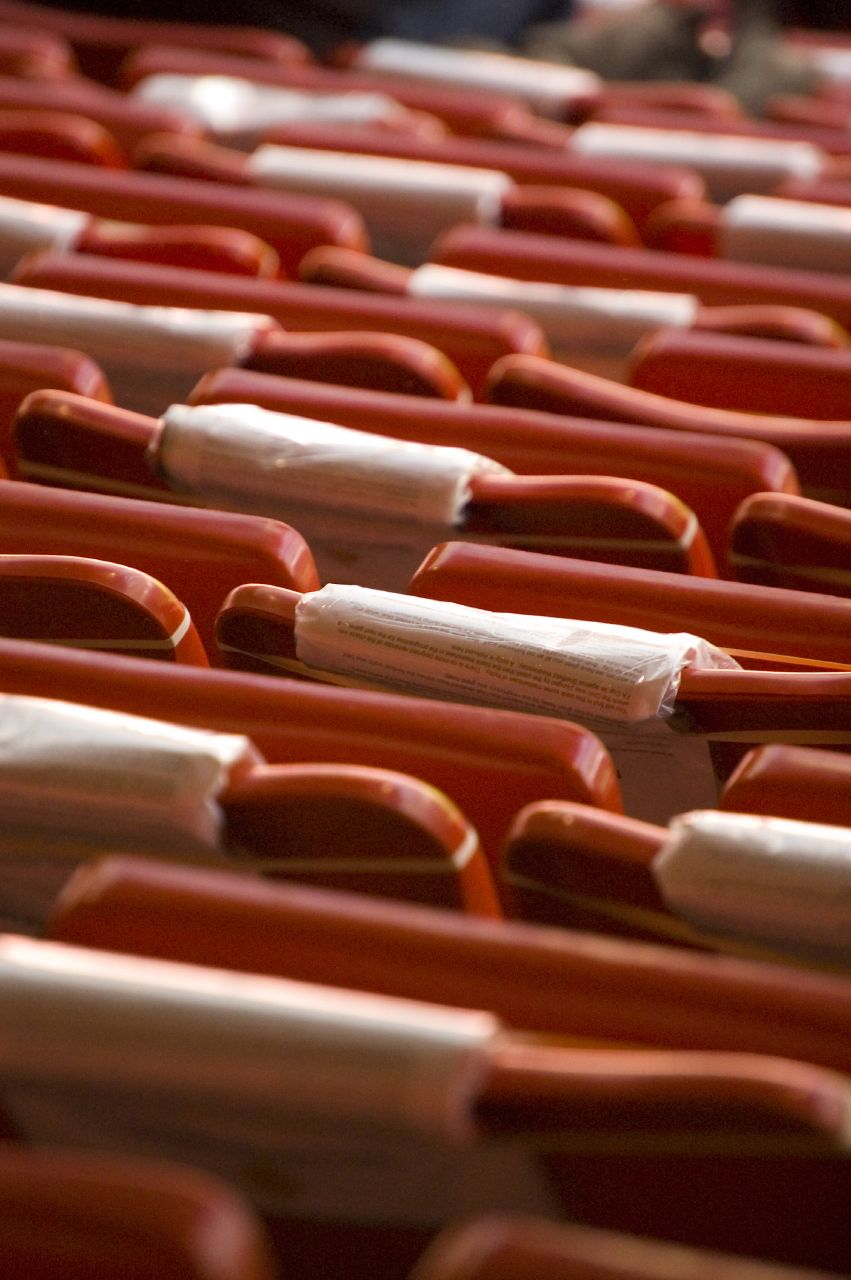
Megemlékezések a müncheni légikatasztrófa 50. évfordulóján, a manchesteri derbi közben

2002-es önéletrajzában Keane beismerte, hogy az volt a célja a becsúszással, hogy sérülést okozzon a norvégnak, amiért 150 ezer fontra büntette az FA és eltiltották öt évre. Később azt mondta, hogy ugyan fájdalmat akart okozni, de az soha nem volt a célja, hogy megsérüljön.
2002. november 9-én a City, akinek a menedzsere Kevin Keegan volt, megnyerte az utolsó Maine Roadon rendezett derbit, 3–1-re, Shaun Goater duplájával és Nicolas Anelka góljával. Ez volt a City első győzelme a United ellen az 1989-es 5–1-es győzelem óta, véget vetve a 13 éves győzelem nélküli sorozatnak. Ugyanebben a szezonban a második rangadó 1–1 lett, ismét Goater szerezte a City gólját. Ez volt az első szezon 1991–1992 óta, mikor a City veretlen volt a United ellen a bajnokságban. Goater majdnem szerzett egy második gólt is, amit elvettek kezezés miatt és amivel a City először duplázott volna a United ellen 1970 óta, illetve az első győzelmük lett volna az Old Traffordon az 1974-es Denis Law-mérkőzés óta.
A következő derbit a City nyerte meg, ami az első volt az új stadionjukban, a City of Manchester Stadionban. A mérkőzés végeredménye 4–1 lett, Robbie Fowler, Jon Macken, Trevor Sinclair és Shaun Wright-Phillips góljaival.
A 2007–2008-as szezon mindkét derbijét a City nyerte meg, 1–0-ra a City of Manchester Stadionban 2007. augusztus 19-én és 2–1-re az Old Traffordon, február 10-én, négy nappal a müncheni légikatasztrófa 50. évfordulója után. Darius Vassell és Benjani szerezték a City góljait, a 24. és 45. percekben, míg a vörösök szépítő találatát Michael Carrick lőtte. 1974 óta ez volt az első alkalom, hogy a City a ligában megverte idegenben a Unitedet és az első az 1969–1970-es szezon óta, hogy mindkétszer diadalmaskodtak városi riválisaik fölött. A 2008–2009-es szezon első derbijét Wayne Rooney góljával megnyerte a United, míg Cristiano Ronaldót kiállították kezezésért. Ronaldo és Carlos Tévez góljaival nyerték meg a második derbit a Vörös Ördögök.

### 2010-es évek
A 2008–2009-es szezonban, miután a City-t megvásárolta az Abu Dhabi United Group, a két csapat találkozott a ligakupa és az FA-Kupa elődöntőjében is. A 2009–2010-es szezon előtt a City leigazolta Carlos Tévezt, miután az argentín játékos szerződése lejárt a Uniteddel és a Deansgate fölé elhelyeztek egy „Welcome to Manchester” (magyarul: Üdvözlünk Manchesterben) feliratú hirdetőtáblát. Ennek következtében Alex Ferguson azt mondta, hogy a City egy „kis csapat, kis mentalitással” és később „zajos szomszédok”-nak nevezte őket.

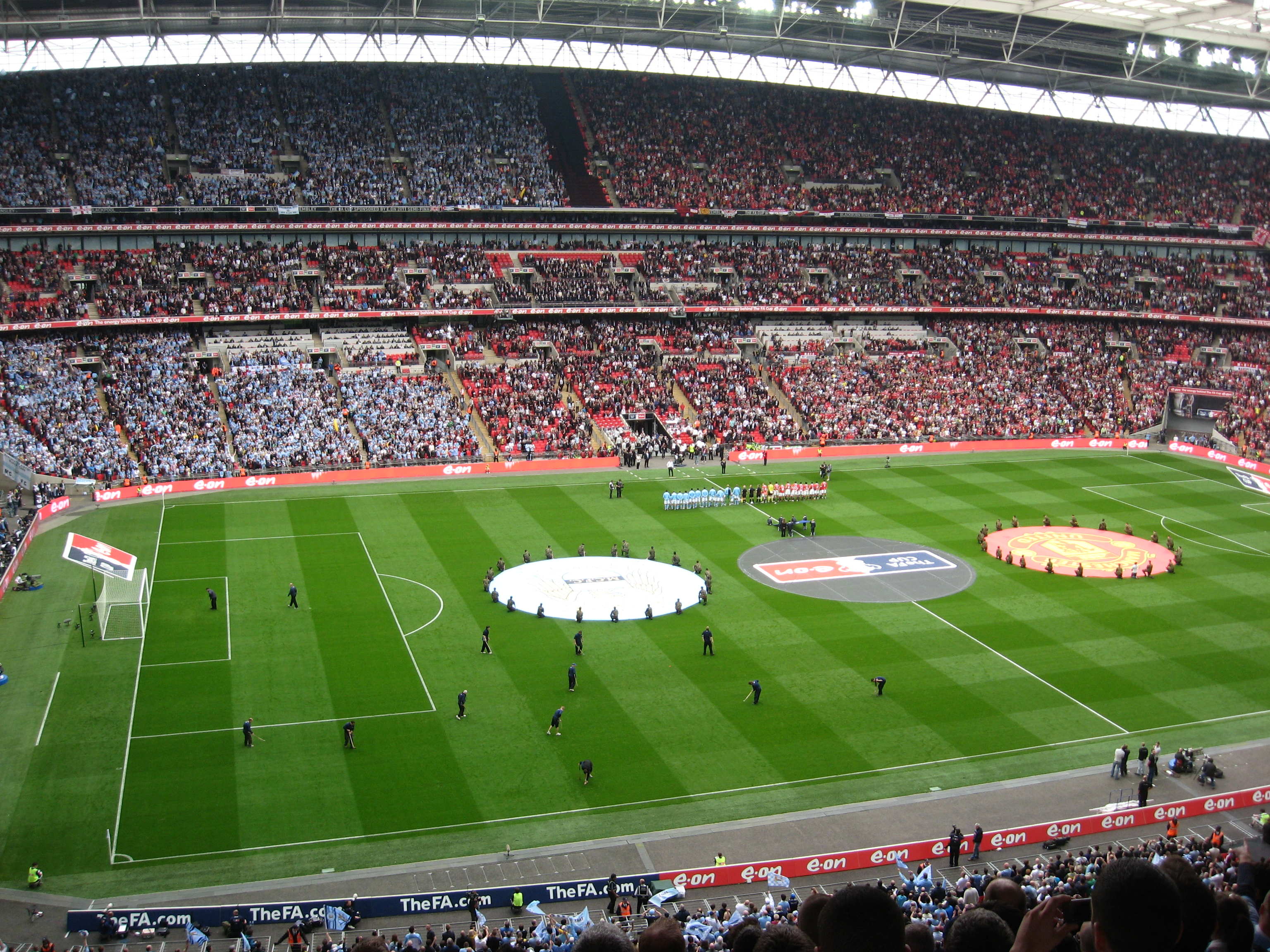
A 2010–2011-es FA-Kupa-elődöntő

Sir Alex Ferguson a 2009–2010-es szezonban az Old Traffordon rendezett derbiről azt mondta, hogy „valószínűleg minden idők legjobb derbije.” A Manchester United ezt a mérkőzést 4–3-ra nyerte, a Manchester City háromszor kiegyenlített, mielőtt Michael Owen a 95. percben megnyerte a vörösöknek a találkozót. A 2012-es Premier League 20 Seasons díjátadón minden idők legjobb Premier League-mérkőzésének szavazták. A 2009–2010-es szezonban is összefutott a két csapat a ligakupa elődöntőjében, ami két extra derbit hozott az évadban. A City nyerte meg az első mérkőzést, 2–1-re, Carlos Tévez duplájával, miután hátrányba kerültek Ryan Giggs góljának köszönhetően. A visszavágóban a United 2–0-ás előnyt szerzett, Paul Scholes és Michael Carrick találataival, mielőtt Tévez szépített, így úgy tűnt hosszabbítás következik. Viszont a második félidő hosszabbításában Wayne Rooney egy fejes góllal eldöntötte a találkozót, sorozatban másodjára a döntőbe küldve a Vörös Ördögöket. 2010. április 17-én a United 1–0-ra legyőzte városi riválisaikat, Scholes 90. percben szerzett góljával, de a győzelem nem volt elég a bajnoki cím megszerzésére, a Chelsea egy ponttal megelőzte a Unitedet.
A 2010–2011-es szezonban három manchesteri derbit rendeztek, mindkét csapat egyszer-egyszer volt győztes. A United hazai pályán diadalmaskodott, ahol Wayne Rooney megszerezte legendás ollózós gólját. A United később megnyerte 19. bajnoki címét a szezonban. A City győzelme az FA-Kupa elődöntőjében jött, a Wembley Stadionban, kiejtve a Unitedet a kupasorozatból. Ennek következtében a szuperkupa a következő szezon elején is manchesteri derbi volt, amit a United nyert meg 3–2-re, két gólos hátrányból a hosszabbításban nyerve.
2011. október 23-án a Manchester City 6–1-re diadalmaskodott a United ellen az Old Traffordon, ami a vörösök első veresége volt a szezonban. A 47. percben 1–0-ás állásnál kiállították Jonny Evans-t, miután szabálytalan volt Mario Balotelli ellen. A United 3–0-nál szépíteni tudott, mielőtt a City három góllal gyorsan eldöntötte a találkozót. A 6–1 a United legnagyobb veresége volt a City ellen az 1955-ös 5–0-ás mérkőzés óta. Ez volt az első alkalom 1926 óta, hogy a City hatot lőtt az Old Traffordon.
A harmadik találkozásuk a szezonban az FA-Kupa harmadik fordulójában történt, amit a United nyert meg 3–2-re. Az első gólt Wayne Rooney szerezte a tizedik percben, elfejelve a labdát Costel Pantilimon mellett, mielőtt Vincent Kompany-t kiállították két perccel később egy Nani elleni szabálytalanság miatt. A United a félidőre már 3–0-ra vezetett és a második félidőben le tudta védekezni a City támadásait, annak ellenére, hogy kétszer betaláltak. Ezen a mérkőzésen Nani cseréjeként tért vissza az 59. percben Paul Scholes, aki egy évvel korábban visszavonult.
2012. április 30-án a City 1–0-ra győzött hazai pályán a United ellen, Vincent Kompany szerezte a győztes gólt az első félidő vége előtt. A két csapat menedzsere is egymásnak ugrott, Roberto Mancini és Sir Alex Ferguson majdnem összeverekedtek, miután Nigel de Jong felrúgta Danny Welbecket. Ferguson azt mondta, hogy Mancini az egész mérkőzés alatt zaklatta a negyedik játékvezetőt, Mike Jones-t, míg Mancini erre azzal válaszolt, hogy Ferguson ezt nyilván soha nem tette meg. A skót menedzser pályafutása során többször is meg volt büntetve vagy el lett tiltva játékvezetőkkel való viselkedéséért. A City ezzel a győzelemmel a bajnokság élére került, jobb gólkülönbségük miatt, annak ellenére, hogy 8 ponttal a United mögött voltak áprilisban. A kékeknek két győzelem kellett a Newcastle United és a Queens Park Rangers ellen, hogy bajnokok legyenek, amit sikerült is elérniük.
A 2012–2013-as szezon első derbijét a United nyerte meg, a mérkőzés utolsó perceiben. A vörösök Wayne Rooney duplájának köszönhetően kerültek előnybe, mielőtt a City kiegyenlített Yaya Touré, majd Pablo Zabaleta góljával a 86. percben. Robin van Persie szabadrúgása, ami megpattant Samir Nasri testén, lett végül a mérkőzés győztes gólja a 92. percben. Ez a győzelem vetett véget a City 37 mérkőzéses veretlenségi sorozatának. Az ünneplések közben Rio Ferdinandot eltalálta egy tárgy, amit a City-rajongók dobtak be a pályára, minek következtében megsérült bal szeme. Egy másik szurkoló megpróbált berohanni a pályára Ferdinandhoz, de Joe Hart feltartotta. A City nyerte meg a második derbit a szezonban, először az 1970-es évek óta, hogy sorozatban két idegenbeli rangadón diadalmaskodtak.
A 2013–2014-es szezon első derbijét a City nyerte meg 4–1-re a City of Manchester Stadionban, 2013. szeptember 22-én. Sergio Agüero szerezte az első gólt a 16. percben, amit Yaya Touré követett a félidő vége előtt. A második félidőben Agüero megszerezte második gólját, majd Nasri is betalált három perccel később. A United még tudott szépíteni Rooney góljával, de többre ez már nem volt elég. Ez volt az első alkalom 26 év után, hogy a derbin két új menedzser találkozott egymással, Manuel Pellegrini a City-t irányította, míg David Moyes a Unitedet. A City a szezonban duplázni tudott a United ellen, sorozatban harmadik idegenbeli bajnoki győzelmükkel és megnyerték a ligát másodjára három év alatt. A 2014–2015-ös szezonban a City 1–0-ra diadalmaskodott hazai pályán novemberben, de a United nyerte meg a visszavágót áprilisban, 4–2-re, amiről Joe Hart kapus azt nyilatkozta, hogy egyik legrosszabb napja volt City-játékosként.

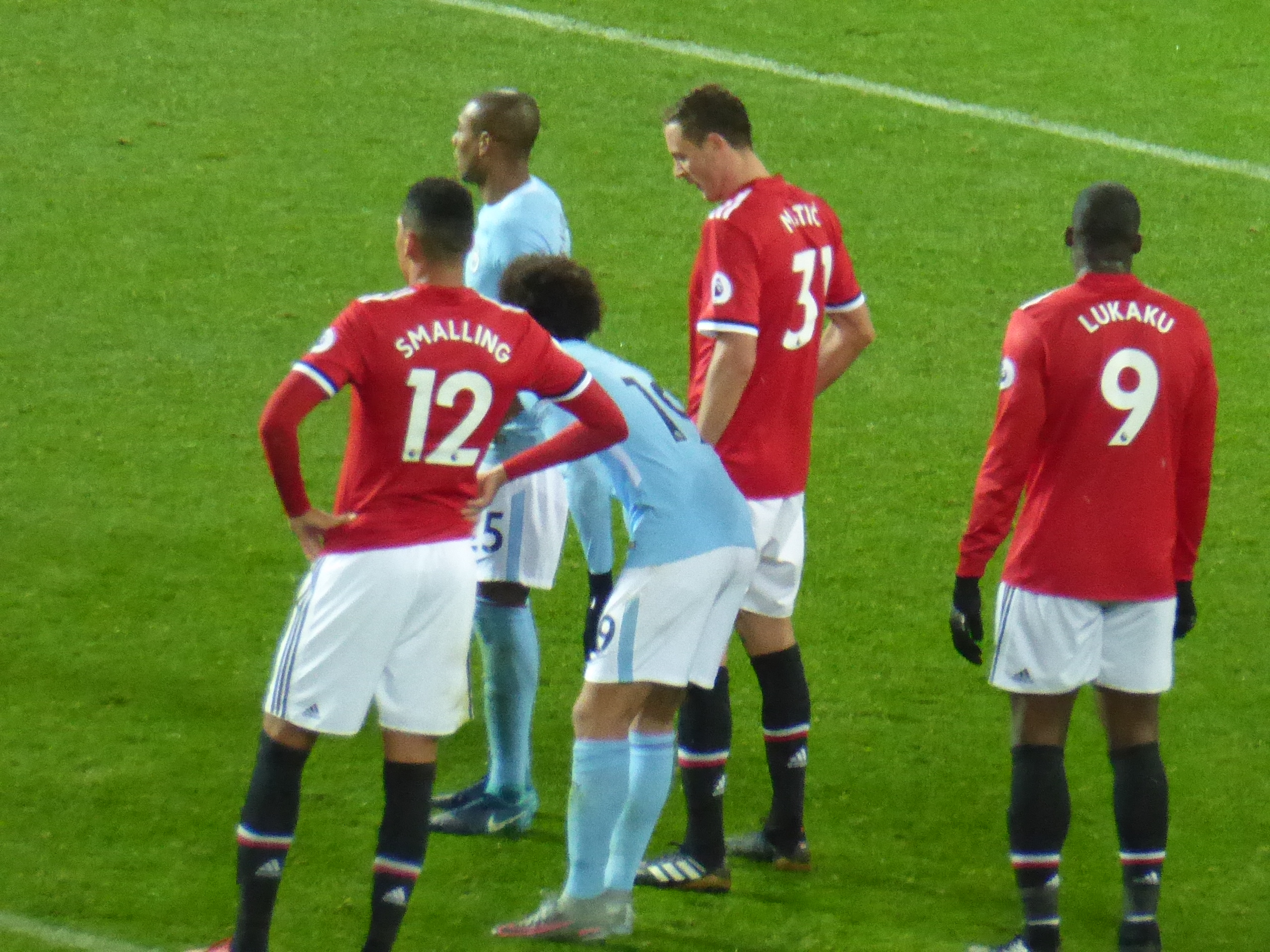
A két csapat játékosai a 2017-es decemberi rangadó közben

A 2015–2016-os évad első derbije az Old Traffordon került megrendezésre és 0–0 lett. Ez volt az első alkalom 2010 óta, hogy egyik fél se szerzett gólt a rangadón. A United nyerte meg a visszavágót a City otthonában, miután Marcus Rashford betalált a 16. percben.
A 2016–2017-es szezon előtt mindkét csapat új menedzsert kapott, José Mourinho vette át a United, Pep Guardiola pedig a City vezetését. A City nyert az Old Traffordon szeptember 10-én, mielőtt kikaptak a későbbi győztes vörösöktől a ligakupában 1–0-ra október 26-án. A szezon utolsó derbije 0–0 lett, Marouane Fellainit kiállították Sergio Agüero megfejeléséért. A 2017–2018-as szezonban a City 2–1-re nyert idegenben, sorozatban másodjára és április 7-én bajnokok lehettek volna a United ellen hazai pályán, ha megnyerték volna a második derbit. 2–0-ra vezettek a félidőben, de Paul Pogba duplája, majd Chris Smalling győztes gólja azt jelentette, hogy várniuk kellett a cím bebiztosítására. A következő szezonban a City ismét duplázott a vörösök ellen, 3–1-re nyerve otthon (ami az első hazai győzelmük volt 2014 óta) és 2–0-ra az Old Traffordon. A 2019–2020-as szezonban a United diadalmaskodott az első mérkőzésen, idegenben Marcus Rashford és Anthony Martial góljaival.

### 2020-as évek
A 2010-es évek végén és a 2020-as évek elején a City kiemelkedő sikereket ért el, öt szezon alatt négyszer lettek bajnokok Pep Guardiola alatt. Ezekben az években a bajnoki címért főként a Liverpool és a City küzdött, a United kétszer tudott második lenni. Ennek ellenére a derbik továbbra is kompetitívek és kiszámíthatatlanok voltak.
A 2020-as évek első derbijeit a 2019–2020-as szezon ligakupa-elődöntőiben tartották, 2020 januárjában. Az első mérkőzésen a City nyert 3–1-re és ez elég is volt arra, hogy sorozatban harmadjára a döntőbe kerüljenek, mivel a United csak 1–0-ás végeredményt tudott kiharcolni a visszavágó alatt.
Az évtized első bajnoki derbijét egy héttel a City ligakupa-győzelme után rendezték, az Old Traffordon. Anthony Martial és Scott McTominay góljainak köszönhetően a United először duplázni tudott a City ellen a 2009–2010-es szezon óta. A Covid19-pandémia miatt elhalasztott szezon után a két csapat ismét találkozott a ligakupa elődöntőjében, ahol ismét a City diadalmaskodott, John Stones és Fernandinho góljaival. 2021 márciusában a United sorozatban másodjára győzött a City ellen a bajnokságban, 2010 óta először, Bruno Fernandes és Luke Shaw góljaival.
A 2021–2022-es szezonban a City végre győzni tudott hazai pályán és először duplázott a United ellen három szezon után először. 2021 novemberében 2–0-ra nyertek az Old Traffordon, majd 4–1-re hazai pályán, Kevin De Bruyne és Rijad Mahrez dupláival.
A 2022–2023-as szezon első derbijét a City 6–3-ra nyert a United ellen, minden idők legtöbb gólját hozó rangadója volt. 2023. január 14-én a United 2–1-re diadalmaskodott, miután 1–0-ás hátrányba kerültek Jack Grealish gólját követően. A vörösök góljait Bruno Fernandes és Marcus Rashford szerezték. A 2023-as FA-Kupa döntő volt az első manchesteri derbi a történelemben, amely egy kupadöntő volt, a City diadalmaskodott, 2–1-re. Egy évvel később a két csapat ismét egymással találkozott a kupasorozat utolsó mérkőzésén, és az után, hogy a City megnyerte mindkét bajnoki mérkőzést a szezonban (3–0, 3–1), a United diadalmaskodott a kupadöntőben 2–1-re, 2016 óta először FA-kupát nyerve. A gólokat Alejandro Garnacho, Kobbie Mainoo, illetve Jérémy Doku szerezték. Az ezt követő szuperkupát büntetőkkel nyerte el a City.

## Rivalizálás trófeák terén
A City 1904-ben nyerte el első címét, egy győzelemmel az FA-Kupában. A United négy évvel később lett először diadalmas, a bajnokságban. Öt alkalommal történt meg, hogy a két manchesteri csapat volt az első két helyen a bajnokságban, az 1967–1968-as, a 2011–2012-es, a 2012–2013-as, a 2017–2018-as és a 2020–2021-es szezonban. Az első két alkalommal a City megelőzte a Unitedet, a bajnokság utolsó napján mindkét csapatnak ugyanannyi pontja volt. 2013-ban a United 11 ponttal végzett a City előtt, megszerezve 20. bajnoki címüket. 2018-ban 19 ponttal előzte meg a City a vörösöket, megdöntve a United által 1999–2000-ben beállított rekordot. A két csapat hét elődöntőben mérkőzött meg egymással (két FA-Kupa és öt Ligakupa), valamint egyszer a 2023-ban megrendezett FA-Kupa döntőben.
A táblázat a 2024. augusztus 10-i állapotot mutatja.
| Csapat            | Első osztály | FA-kupa | Ligakupa | Angol szuperkupa | BEK/BL | KEK | UEFA-kupa/EL | UEFA- szuperkupa | VK/Klub-vb | Összesen |
| ----------------- | ------------ | ------- | -------- | ---------------- | ------ | --- | ------------ | ---------------- | ---------- | -------- |
| Manchester City   | 10           | 7       | 8        | 7                | 1      | 1   | 0            | 1                | 1          | 36       |
| Manchester United | 20           | 13      | 6        | 21               | 3      | 1   | 1            | 1                | 2          | 68       |
| Összesítve        | 30           | 20      | 14       | 28               | 4      | 2   | 1            | 2                | 3          | 104      |

## Helyezések a bajnokságban

A Manchester City (kék) és a Manchester United (piros) helyezései a bajnokságban 1892–2022 között

## Mérkőzések

### Bajnokságban
| Dátum                | Helyszín           | Eredmény | Osztály        | Nézőszám |
| -------------------- | ------------------ | -------- | -------------- | -------- |
| 1894. november 3.    | Hyde Road          | 2–5      | Másodosztály   | 14000    |
| 1895. december 7.    | Hyde Road          | 2–1      | Másodosztály   | 18000    |
| 1896. október 3.     | Hyde Road          | 0–0      | Másodosztály   | 20000    |
| 1897. december 25.   | Hyde Road          | 0–1      | Másodosztály   | 16000    |
| 1898 december 26.    | Hyde Road          | 4–0      | Másodosztály   | 25000    |
| 1903. április 10.    | Hyde Road          | 0–2      | Másodosztály   | 30000    |
| 1906. december 1.    | Hyde Road          | 3–0      | Első osztály   | 40000    |
| 1908. április 18.    | Hyde Road          | 0–0      | Első osztály   | 40000    |
| 1908. szeptember 19. | Hyde Road          | 1–2      | Első osztály   | 40000    |
| 1911. január 21.     | Hyde Road          | 1–1      | Első osztály   | 40000    |
| 1911. szeptember 2.  | Hyde Road          | 0–0      | Első osztály   | 35000    |
| 1912. december 28.   | Hyde Road          | 0–2      | Első osztály   | 38000    |
| 1913. december 6.    | Hyde Road          | 0–2      | Első osztály   | 40000    |
| 1915. január 2.      | Hyde Road          | 1–1      | Első osztály   | 30000    |
| 1919. október 11.    | Hyde Road          | 3–3      | Első osztály   | 30000    |
| 1920. november 27.   | Hyde Road          | 3–0      | Első osztály   | 35000    |
| 1921. október 22.    | Hyde Road          | 4–1      | Első osztály   | 24000    |
| 1925. szeptember 12. | Maine Road         | 1–1      | Első osztály   | 62994    |
| 1928. szeptember 12. | Maine Road         | 2–2      | Első osztály   | 61007    |
| 1930. február 8.     | Maine Road         | 0–1      | Első osztály   | 64472    |
| 1930. október 4.     | Maine Road         | 4–1      | Első osztály   | 41757    |
| 1937. január 9.      | Maine Road         | 1–0      | Első osztály   | 64862    |
| 1947. szeptember 20. | Maine Road         | 0–0      | Első osztály   | 71364    |
| 1948. szeptember 11. | Maine Road         | 0–0      | Első osztály   | 64502    |
| 1949. december 31.   | Maine Road         | 1–2      | Első osztály   | 63704    |
| 1951. szeptember 15. | Maine Road         | 1–2      | Első osztály   | 52571    |
| 1952. augusztus 30.  | Maine Road         | 2–1      | Első osztály   | 56140    |
| 1953. szeptember 5.  | Maine Road         | 2–0      | Első osztály   | 53097    |
| 1954. szeptember 25. | Maine Road         | 3–2      | Első osztály   | 54105    |
| 1955. szeptember 3.  | Maine Road         | 1–0      | Első osztály   | 59162    |
| 1957. február 2.     | Maine Road         | 2–4      | Első osztály   | 63872    |
| 1957. december 28.   | Maine Road         | 2–2      | Első osztály   | 70483    |
| 1958. szeptember 27. | Maine Road         | 1–1      | Első osztály   | 62912    |
| 1959. szeptember 19. | Maine Road         | 3–0      | Első osztály   | 58300    |
| 1961. március 4.     | Maine Road         | 1–3      | Első osztály   | 50479    |
| 1962. február 10.    | Maine Road         | 0–2      | Első osztály   | 49959    |
| 1963. május 15.      | Maine Road         | 1–1      | Első osztály   | 52424    |
| 1967. január 21.     | Maine Road         | 1–1      | Első osztály   | 62983    |
| 1967. szeptember 30. | Maine Road         | 1–2      | Első osztály   | 62942    |
| 1968. augusztus 17.  | Maine Road         | 0–0      | Első osztály   | 63052    |
| 1969. november 15.   | Maine Road         | 4–0      | Első osztály   | 63013    |
| 1971. május 5.       | Maine Road         | 3–4      | Első osztály   | 43626    |
| 1971. november 6.    | Maine Road         | 3–3      | Első osztály   | 63326    |
| 1972. november 18.   | Maine Road         | 3–0      | Első osztály   | 52050    |
| 1974. március 13.    | Maine Road         | 0–0      | Első osztály   | 51331    |
| 1975. szeptember 27. | Maine Road         | 2–2      | Első osztály   | 50182    |
| 1976. szeptember 25. | Maine Road         | 1–3      | Első osztály   | 48861    |
| 1977. szeptember 10. | Maine Road         | 3–1      | Első osztály   | 50856    |
| 1979. február 10.    | Maine Road         | 0–3      | Első osztály   | 46151    |
| 1979. november 10.   | Maine Road         | 2–0      | Első osztály   | 50067    |
| 1981. február 21.    | Maine Road         | 1–0      | Első osztály   | 50014    |
| 1981. október 10.    | Maine Road         | 0–0      | Első osztály   | 52037    |
| 1983. március 5.     | Maine Road         | 1–2      | Első osztály   | 45400    |
| 1985. szeptember 14. | Maine Road         | 0–3      | Első osztály   | 48773    |
| 1986. október 26.    | Maine Road         | 1–1      | Első osztály   | 32440    |
| 1989. szeptember 23. | Maine Road         | 5–1      | Első osztály   | 43246    |
| 1990. október 27.    | Maine Road         | 3–3      | Első osztály   | 36427    |
| 1991. november 16.   | Maine Road         | 0–0      | Első osztály   | 38180    |
| 1993. március 20.    | Maine Road         | 1–1      | Premier League | 37136    |
| 1993. november 7.    | Maine Road         | 2–3      | Premier League | 35155    |
| 1995. február 11.    | Maine Road         | 0–3      | Premier League | 26368    |
| 1996. április 6.     | Maine Road         | 2–3      | Premier League | 29668    |
| 2000. november 18.   | Maine Road         | 0–1      | Premier League | 34429    |
| 2002. november 9.    | Maine Road         | 3–1      | Premier League | 34649    |
| 2004. március 14.    | City of Manchester | 4–1      | Premier League | 47284    |
| 2005. február 13.    | City of Manchester | 0–2      | Premier League | 47111    |
| 2006. január 14.     | City of Manchester | 3–1      | Premier League | 47192    |
| 2007. május 5.       | City of Manchester | 0–1      | Premier League | 47244    |
| 2007. augusztus 19.  | City of Manchester | 1–0      | Premier League | 44955    |
| 2008. november 30.   | City of Manchester | 0–1      | Premier League | 47320    |
| 2010. április 17.    | City of Manchester | 0–1      | Premier League | 47019    |
| 2010. november 10.   | City of Manchester | 0–0      | Premier League | 47679    |
| 2012. április 30.    | City of Manchester | 1–0      | Premier League | 47253    |
| 2012. december 9.    | City of Manchester | 2–3      | Premier League | 47166    |
| 2013. szeptember 22. | City of Manchester | 4–1      | Premier League | 47156    |
| 2014. november 2.    | City of Manchester | 1–0      | Premier League | 45358    |
| 2016. március 20.    | City of Manchester | 0–1      | Premier League | 54557    |
| 2017. április 27.    | City of Manchester | 0–0      | Premier League | 54176    |
| 2018. április 7.     | City of Manchester | 2–3      | Premier League | 54259    |
| 2018. november 11.   | City of Manchester | 3–1      | Premier League | 54316    |
| 2019. december 7.    | City of Manchester | 1–2      | Premier League | 54403    |
| 2021. március 7.     | City of Manchester | 0–2      | Premier League | 0        |
| 2022. március 6.     | City of Manchester | 4–1      | Premier League | 53165    |
| 2022. október 2.     | City of Manchester | 6–3      | Premier League | 53475    |
| 2024. március 3.     | City of Manchester | 3–1      | Premier League | 55097    |
| 2024. december 15.   | City of Manchester | 1–2      | Premier League |          |

| City-győzelmek | Döntetlenek | United-győzelmek |
| -------------- | ----------- | ---------------- |
| 29             | 25          | 32               |

| Dátum                | Helyszín     | Eredmény | Osztály        | Nézőszám |
| -------------------- | ------------ | -------- | -------------- | -------- |
| 1895. január 1.      | Bank Street  | 4–1      | Másodosztály   | 12000    |
| 1895. október 5.     | Bank Street  | 1–1      | Másodosztály   | 18000    |
| 1896. december 25.   | Bank Street  | 2–1      | Másodosztály   | 20000    |
| 1897. október 16.    | Bank Street  | 1–1      | Másodosztály   | 40000    |
| 10 September 1898    | Bank Street  | 3–0      | Másodosztály   | 40000    |
| 1902. december 25.   | Bank Street  | 1–1      | Másodosztály   | 35000    |
| 1907. április 6.     | Bank Street  | 1–1      | Első osztály   | 40000    |
| 1907. december 21.   | Bank Street  | 3–1      | Első osztály   | 35000    |
| 1909. január 23.     | Bank Street  | 3–1      | Első osztály   | 40000    |
| 1910. szeptember 17. | Old Trafford | 2–1      | Első osztály   | 60000    |
| 1911. december 30.   | Old Trafford | 0–0      | Első osztály   | 50000    |
| 1912. szeptember 7.  | Old Trafford | 0–1      | Első osztály   | 40000    |
| 1914. április 11.    | Old Trafford | 0–1      | Első osztály   | 36000    |
| 1914. szeptember 5.  | Old Trafford | 0–0      | Első osztály   | 20000    |
| 1919. október 18.    | Old Trafford | 1–0      | Első osztály   | 40000    |
| 1920. november 20.   | Old Trafford | 1–1      | Első osztály   | 63000    |
| 1921. október 29.    | Old Trafford | 3–1      | Első osztály   | 56000    |
| 1926. január 23.     | Old Trafford | 1–6      | Első osztály   | 48657    |
| 1929. január 23.     | Old Trafford | 1–2      | Első osztály   | 42255    |
| 1929. október 5.     | Old Trafford | 1–3      | Első osztály   | 57201    |
| 1931. február 7.     | Old Trafford | 1–3      | Első osztály   | 39876    |
| 1936. szeptember 12. | Old Trafford | 3–2      | Első osztály   | 68796    |
| 1948. április 7.     | Maine Road   | 1–1      | Első osztály   | 71690    |
| 1949. január 22.     | Maine Road   | 0–0      | Első osztály   | 66485    |
| 1949. szeptember 3.  | Old Trafford | 2–1      | Első osztály   | 47760    |
| 1952. január 19.     | Old Trafford | 1–1      | Első osztály   | 54245    |
| 1953. január 3.      | Old Trafford | 1–1      | Első osztály   | 47883    |
| 1954. január 16.     | Old Trafford | 1–1      | Első osztály   | 46379    |
| 1955. február 12.    | Old Trafford | 0–5      | Első osztály   | 47914    |
| 1955. december 31.   | Old Trafford | 2–1      | Első osztály   | 60956    |
| 1956. szeptember 22. | Old Trafford | 2–0      | Első osztály   | 53525    |
| 1957. augusztus 31.  | Old Trafford | 4–1      | Első osztály   | 63347    |
| 1959. február 14.    | Old Trafford | 4–1      | Első osztály   | 59846    |
| 1960. február 6.     | Old Trafford | 0–0      | Első osztály   | 59450    |
| 1960. december 31.   | Old Trafford | 5–1      | Első osztály   | 61213    |
| 1961. szeptember 23. | Old Trafford | 3–2      | Első osztály   | 56345    |
| 1962. szeptember 15. | Old Trafford | 2–3      | Első osztály   | 49193    |
| 1966. szeptember 17. | Old Trafford | 1–0      | Első osztály   | 62085    |
| 1968. március 27.    | Old Trafford | 1–3      | Első osztály   | 63004    |
| 1969. március 8.     | Old Trafford | 0–1      | Első osztály   | 63264    |
| 1970. március 28.    | Old Trafford | 1–2      | Első osztály   | 59777    |
| 1970. december 12.   | Old Trafford | 1–4      | Első osztály   | 52636    |
| 1972. április 12.    | Old Trafford | 1–3      | Első osztály   | 56362    |
| 1973. április 21.    | Old Trafford | 0–0      | Első osztály   | 61676    |
| 1974. április 27.    | Old Trafford | 0–1      | Első osztály   | 56996    |
| 1976. május 4.       | Old Trafford | 2–0      | Első osztály   | 59517    |
| 1977. március 5.     | Old Trafford | 3–1      | Első osztály   | 58595    |
| 1978. március 15.    | Old Trafford | 2–2      | Első osztály   | 58398    |
| 1978. szeptember 30. | Old Trafford | 1–0      | Első osztály   | 55301    |
| 1980. március 22.    | Old Trafford | 1–0      | Első osztály   | 56387    |
| 1980. szeptember 27. | Old Trafford | 2–2      | Első osztály   | 55918    |
| 1982. február 27.    | Old Trafford | 1–1      | Első osztály   | 57830    |
| 1982. október 23.    | Old Trafford | 2–2      | Első osztály   | 57334    |
| 1986. március 22.    | Old Trafford | 2–2      | Első osztály   | 51274    |
| 1987. március 7.     | Old Trafford | 2–0      | Első osztály   | 48619    |
| 1990. február 3.     | Old Trafford | 1–1      | Első osztály   | 40274    |
| 1991. május 4.       | Old Trafford | 1–0      | Első osztály   | 45286    |
| 1992. április 7.     | Old Trafford | 1–1      | Első osztály   | 46781    |
| 1992. december 6.    | Old Trafford | 2–1      | Premier League | 35408    |
| 1994. április 23.    | Old Trafford | 2–0      | Premier League | 44333    |
| 1994. november 10.   | Old Trafford | 5–0      | Premier League | 43738    |
| 1995. október 14.    | Old Trafford | 1–0      | Premier League | 35707    |
| 2001. április 21.    | Old Trafford | 1–1      | Premier League | 67535    |
| 2003. február 9.     | Old Trafford | 1–1      | Premier League | 67646    |
| 2003. december 13.   | Old Trafford | 3–1      | Premier League | 67643    |
| 2004. november 7.    | Old Trafford | 0–0      | Premier League | 67863    |
| 2005. szeptember 10. | Old Trafford | 1–1      | Premier League | 67839    |
| 2006. december 9.    | Old Trafford | 3–1      | Premier League | 75858    |
| 2008. február 10.    | Old Trafford | 1–2      | Premier League | 75970    |
| 2009. május 10.      | Old Trafford | 2–0      | Premier League | 75464    |
| 2009. szeptember 20. | Old Trafford | 4–3      | Premier League | 75066    |
| 2011. február 12.    | Old Trafford | 2–1      | Premier League | 75322    |
| 2011. október 23.    | Old Trafford | 1–6      | Premier League | 75487    |
| 2013. április 8.     | Old Trafford | 1–2      | Premier League | 75498    |
| 2014. március 25.    | Old Trafford | 0–3      | Premier League | 75203    |
| 2015. április 12.    | Old Trafford | 4–2      | Premier League | 75313    |
| 2015. október 25.    | Old Trafford | 0–0      | Premier League | 75329    |
| 2016. szeptember 10. | Old Trafford | 1–2      | Premier League | 75272    |
| 2017. december 10.   | Old Trafford | 1–2      | Premier League | 74487    |
| 2019. április 24.    | Old Trafford | 0–2      | Premier League | 74431    |
| 2020. március 8.     | Old Trafford | 2–0      | Premier League | 73288    |
| 2020. december 12.   | Old Trafford | 0–0      | Premier League | 0        |
| 2021. november 6.    | Old Trafford | 0–2      | Premier League | 73086    |
| 2023. január 14.     | Old Trafford | 2–1      | Premier League | 75546    |
| 2023. október 29.    | Old Trafford | 0–3      | Premier League | 73502    |
| 2025. április 5.     | Old Trafford | –        | Premier League |          |

| United-győzelmek | Döntetlenek | City-győzelmek |
| ---------------- | ----------- | -------------- |
| 35               | 27          | 23             |

### Kupákban
| Dátum               | Helyszín           | Eredmény     | Kupasorozat                  | Nézőszám |
| ------------------- | ------------------ | ------------ | ---------------------------- | -------- |
| 1891. október 3.    | North Road         | 5–1          | FA-Kupa első forduló         | 11000    |
| 1926. március 27.   | Bramall Lane       | 0–3          | FA-Kupa elődöntő             | 46450    |
| 1955. február 24.   | Maine Road         | 2–0          | FA-Kupa negyedik forduló     | 75000    |
| 1956. október 24.   | Maine Road         | 0–1          | Angol szuperkupa             | 30495    |
| 1969. december 3.   | Maine Road         | 2–1          | Ligakupa elődöntő odavágó    | 55799    |
| 1969. december 11.  | Old Trafford       | 2–2          | Ligakupa elődöntő visszavágó | 63418    |
| 1970. január 24.    | Old Trafford       | 3–0          | FA-Kupa negyedik forduló     | 63417    |
| 1974. október 9.    | Old Trafford       | 1–0          | Ligakupa harmadik forduló    | 55169    |
| 1975. november 12.  | Maine Road         | 4–0          | Ligakupa negyedik forduló    | 50182    |
| 1987. január 10.    | Old Trafford       | 1–0          | FA-Kupa harmadik forduló     | 54294    |
| 1996. február 18.   | Old Trafford       | 2–1          | FA-Kupa ötödik forduló       | 42692    |
| 2004. február 14.   | Old Trafford       | 4–2          | FA-Kupa ötödik forduló       | 67228    |
| 2010. január 19.    | City of Manchester | 2–1          | Ligakupa elődöntő odavágó    | 46067    |
| 2010. január 27.    | Old Trafford       | 3–1          | Ligakupa elődöntő visszavágó | 74576    |
| 2011. április 16.   | Wembley Stadion    | 1–0          | FA-Kupa elődöntő             | 86549    |
| 2011. augusztus 7.  | Wembley Stadion    | 2–3          | Angol szuperkupa             | 77169    |
| 2012. január 8.     | City of Manchester | 2–3          | FA-Kupa harmadik forduló     | 46808    |
| 2016. október 26.   | Old Trafford       | 1–0          | Ligakupa negyedik forduló    | 75196    |
| 2020. január 7.     | Old Trafford       | 1–3          | Ligakupa elődöntő odavágó    | 69023    |
| 2020. január 29.    | City of Manchester | 0–1          | Ligakupa elődöntő visszavágó | 51000    |
| 2021. január 6.     | Old Trafford       | 0–2          | Ligakupa elődöntő            | 0        |
| 2023. június 3.     | Wembley Stadion    | 2–1          | FA-Kupa-döntő                | 83179    |
| 2024. május 25.     | Wembley Stadion    | 1–2          | FA-Kupa-döntő                | 84814    |
| 2024. augusztus 10. | Wembley Stadion    | 1–1 (t. 7–6) | Angol szuperkupa             | 78416    |

| United-győzelmek | Döntetlenek | City-győzelmek |
| ---------------- | ----------- | -------------- |
| 13               | 1           | 9              |

## Játékosok és edzők mindkét csapatban

### Mindkét csapatban játszó játékosok
Az első fontosabb átigazolás a két csapat között 1906-ban történt. Az 1905–1906-os szezonban a City-t elítélték, amiért játékosaikat szerződésükön kívül is fizették, így 17 játékosukat eltiltották, akik fontos tagjai voltak az 1904-es, FA-Kupa-győztes gárdának. A United ezek közül a játékosok közül négyet szerződtetett, Billy Meredith-et, Sandy Turnbullt, Herbert Burgess-t és Jimmy Bannistert. Mind a négyen tagjai voltak annak a tizenegynek, ami megnyerte a csapat történetének első fontos trófeáját, az 1908-as bajnokságot.
Denis Law skót csatár többször is játszott a City színeiben, mielőtt és miután tizenegy évig a vörösök játékosa volt. A United legendája lett 1962 és 1973 között, majd 1974-ben ő szerezte a City győztes gólját A Denis Law-mérkőzés elnevezést kapó találkozón. Nem ünnepelt, mikor lecserélték fejét lehajtva hagyta el a pályát.
Brian Kidd 1967-ben kezdte meg pályafutását a United csapatában, 203-szor lépett pályára, mielőtt 1974-ben távozott volna. Később csatlakozott a City-hez és 98 mérkőzést játszott a kékekkel három év alatt. Visszavonulását követően Kidd Sir Alex Ferguson másodedzője lett a United cserepadján és négy bajnoki címet, illetve több kupát nyert a csapattal. 2009-ben Mark Hughes asszisztense lett a City-nél és a következő három menedzser alatt is másodedző lett, mielőtt Pep Guardiola alatt elhagyta az Etihadot, a 2020–2021-es szezon után, több címet elnyerve.
Az 1980-as évektől a 2000-es évek elejéig, mikor a két csapat ellenségeskedése talán a csúcspontján volt, a legtöbb játékos, aki mindkét csapatban játszott, főleg fiatal United-labdarúgók voltak, akik közvetlenül, vagy később pályafutásukban igazoltak a város kék oldalára, mint Shaun Goater, Jonathan Macken vagy Terry Cooke. Ezek mellett olyan United-legendák is megfordultak kék mezben, mint Peter Schmeichel, Andy Cole és Andrej Kancselszkisz, akik pályafutásuk utolsó néhány évét töltötték itt. Az 1995–1996-os szezon közepén a United leszerződtette Tony Coton kapust, aki kiszorult a City csapatából. Hat hónapot töltött az Old Traffordon, egyszer se lépett pályára.
Az elmúlt évtizedekben a két csapat közötti igazolások nagyon ritkák voltak, hiszen sokáig mindkét csapat bajnoki esélyesnek számított. Carlos Tévez 2009-ben igazolt a City-be, azt követően, hogy két évig játszott vörös mezben. A City ezt követően olyan plakátokat helyezett ki a városban, hogy „Welcome to Manchester” (magyarul: Üdvözlünk Manchesterben). Tévez fontos játékos volt Ferguson alatt, bajnokságot és UEFA-bajnokok ligáját is nyert a csapattal. A City csapatkapitánya volt a 2011-es FA-Kupa-győztes szezonban és nagy szerepe volt a kékek első Premier League-trófeájának megnyerésében.
2012-ben a United leszerződtette Frédéric Veseli védőt a City-ből, aki csalódott volt, hogy nem tudott betörni a kezdőbe Roberto Mancini alatt. Egy évvel később elhagyta a vörösöket, miután itt se tudott pályára lépni.
2021. július 23-án a United bejelentette a City korábbi utánpótlás-játékosa, Jadon Sancho leszerződtetését, 73 millió fontért. 2017-ben a játékos nem utazhatott el a City szezon előtti edzőtáborába, így úgy döntött, hogy elhagyja a csapatot. Elutasította a City szerződéshosszabbítási ajánlatát és Németországba szerződött, a Borussia Dortmund csapatába, anélkül, hogy valaha játszott volna a kékek felnőtt csapatában.
| Játékos              | Manchester City színeiben | Manchester City színeiben | Manchester City színeiben | Manchester United színeiben | Manchester United színeiben | Manchester United színeiben |
| Játékos              | Időszak                   | Bajnoki pályára lépések   | Bajnoki gólok             | Időszak                     | Bajnoki pályára lépések     | Bajnoki gólok               |
| -------------------- | ------------------------- | ------------------------- | ------------------------- | --------------------------- | --------------------------- | --------------------------- |
| William Douglas      | 1890–1894                 | 36                        | 0                         | 1894–1896                   | 56                          | 0                           |
| Bob Milarvie         | 1891–1896                 | 69                        | 12                        | 1890–1891                   | 22                          | 4                           |
| Adam Carson          | 1893–1894                 | 7                         | 3                         | 1892–1893                   | 13                          | 3                           |
| Alf Edge             | 1894                      | 1                         | 0                         | 1891–1892                   | 19                          | 7                           |
| Billy Meredith       | 1894–1906 1921–1924       | 339 28                    | 129 0                     | 1906–1921                   | 303                         | 35                          |
| Bert Read            | 1895–1902                 | 115                       | 2                         | 1902–1908                   | 35                          | 0                           |
| Fred Williams        | 1896–1902                 | 124                       | 38                        | 1902–1903                   | 8                           | 0                           |
| Stockport Smith      | 1897–1900                 | 54                        | 22                        | 1901–1902                   | 16                          | 0                           |
| Joe Cassidy          | 1900–1901                 | 32                        | 14                        | 1893 1895–1900              | 174                         | 100                         |
| Frank Barrett        | 1901–1902                 | 5                         | 0                         | 1896–1900                   | 118                         | 0                           |
| Hugh Morgan          | 1901–1902                 | 12                        | 1                         | 1900–1901                   | 20                          | 4                           |
| Daniel Hurst         | 1901–1902                 | 15                        | 0                         | 1902–1903                   | 16                          | 4                           |
| John Christie        | 1904–1907                 | 10                        | 0                         | 1902–1904                   | 1                           | 0                           |
| Jimmy Bannister      | 1902–1906                 | 45                        | 21                        | 1906–1909                   | 57                          | 7                           |
| Sandy Turnbull       | 1902–1906                 | 110                       | 53                        | 1906–1915                   | 220                         | 90                          |
| Herbert Burgess      | 1903–1906                 | 85                        | 2                         | 1906–1910                   | 49                          | 0                           |
| George Livingstone   | 1903–1906                 | 81                        | 19                        | 1909–1915                   | 43                          | 4                           |
| Horace Blew          | 1906                      | 1                         | 0                         | 1906                        | 1                           | 0                           |
| Herbert Broomfield   | 1908–1910                 | 4                         | 0                         | 1907–1908                   | 9                           | 0                           |
| Mickey Hamill        | 1920–1924                 | 118                       | 1                         | 1911–1914                   | 57                          | 2                           |
| Wilf Woodcock        | 1920–1922                 | 15                        | 2                         | 1912–1920                   | 58                          | 20                          |
| George Albinson      | 1921–1922                 | 3                         | 0                         | 1920–1921                   | 1                           | 0                           |
| Len Langford         | 1930–1934                 | 112                       | 0                         | 1934–1937                   | 15                          | 0                           |
| Bill Ridding         | 1930–1931                 | 9                         | 4                         | 1931–1934                   | 42                          | 14                          |
| Bill Dale            | 1931–1938                 | 237                       | 0                         | 1925–1931                   | 64                          | 0                           |
| Harry Rowley         | 1932–1933                 | 18                        | 4                         | 1928–1932 1934–1937         | 95 78                       | 24 27                       |
| Denis Law            | 1960–1961 1973–1974       | 44 24                     | 21 9                      | 1962–1973                   | 309                         | 171                         |
| Brian Kidd           | 1976–1979                 | 98                        | 44                        | 1963–1974                   | 203                         | 52                          |
| Wyn Davies           | 1971–1972                 | 45                        | 8                         | 1972–1973                   | 16                          | 4                           |
| Sammy McIlroy        | 1985–1986                 | 13                        | 1                         | 1971–1982                   | 342                         | 57                          |
| Peter Barnes         | 1974–1979 1987–1988       | 115 8                     | 15 0                      | 1985–1987                   | 20                          | 2                           |
| John Gidman          | 1986–1988                 | 53                        | 1                         | 1981–1986                   | 95                          | 4                           |
| Mark Robins          | 1999                      | 2                         | 0                         | 1986–1992                   | 48                          | 11                          |
| Andrej Kancselszkisz | 2001                      | 10                        | 0                         | 1991–1995                   | 123                         | 28                          |
| Peter Schmeichel     | 2002–2003                 | 29                        | 0                         | 1991–1999                   | 292                         | 0                           |
| Terry Cooke          | 1999–2002                 | 37                        | 8                         | 1994–1999                   | 4                           | 0                           |
| Andy Cole            | 2005–2006                 | 22                        | 9                         | 1995–2001                   | 195                         | 93                          |
| Carlos Tévez         | 2009–2013                 | 105                       | 57                        | 2007–2009                   | 63                          | 19                          |
| Owen Hargreaves      | 2011–2012                 | 1                         | 0                         | 2007–2011                   | 27                          | 2                           |

### Egyik csapatot edző, a másikban játszó személyek
Matt Busby több, mint kétszázszor lépett pályára a City színeiben az 1920-as és 1930-as években, 1934-ben FA-Kupát is nyert a csapattal. Rögtön a második világháború után, Busby a Manchester United menedzsere lett, teljesen átalakítva a klubot huszonnégy éves karrierje során. Vele nyerte meg a csapat az első Európa-kupáját, öt bajnoki címet és két FA-Kupát, illetve teljesen újraépítette a klubot, miután az 1958-as müncheni légikatasztrófában nyolc játékosa is életét vesztette.
Steve Coppell több, mint 300-szor lépett pályára a United színeiben, FA-Kupát nyerve 1977-ben. 1996-ban lett a City menedzsere, de lemondott 32 nap után, a csapat történetének legrövidebb ideig hivatalban lévő edzője.
| Név           | Játékosként       | Játékosként         | Játékosként             | Játékosként   | Edzőként          | Edzőként  | Edzőként | Edzőként | Edzőként | Edzőként | Edzőként |
| Név           | Csapat            | Időszak             | Bajnoki pályára lépések | Bajnoki gólok | Csapat            | Időszak   | M        | Gy       | D        | V        | Gy%      |
| ------------- | ----------------- | ------------------- | ----------------------- | ------------- | ----------------- | --------- | -------- | -------- | -------- | -------- | -------- |
| Matt Busby    | Manchester City   | 1928–1936           | 226                     | 14            | Manchester United | 1945–1969 | 1120     | 565      | 263      | 292      | 50.45    |
| Matt Busby    | Manchester City   | 1928–1936           | 226                     | 14            | Manchester United | 1970–1971 | 21       | 11       | 3        | 7        | 52.38    |
| Steve Coppell | Manchester United | 1975–1983           | 322                     | 53            | Manchester City   | 1996      | 6        | 2        | 1        | 3        | 33.33    |
| Mark Hughes   | Manchester United | 1980–1986 1988–1995 | 89 256                  | 37 82         | Manchester City   | 2008–2009 | 77       | 36       | 15       | 26       | 46.75    |

### Mindkét csapatot edző menedzserek
Ernest Mangnall az egyetlen edző, aki vezette mindkét csapatot. Az ő vezetésével nyerte el a United az első nemzeti kupáit, illetve két bajnoki címet is. 1912 szeptemberében Mangnall megegyezett a City-vel, de két mérkőzésen még a United edzője volt. Az utolsó mérkőzése egy manchesteri derbi volt, amit új munkaadója, a City nyert meg, 1–0-ra. 1906-ban leszerződtette Billy Meredith-et a City-ből a Unitedbe, majd 1921-ben ezt megismételte, csak a másik irányba. A pályán kívül fontos szerepet játszott a United Old Traffordra való költözésében és a City Maine Roadra költözésében.
| Menedzser       | Manchester City | Manchester City | Manchester City | Manchester City | Manchester City | Manchester City | Manchester United | Manchester United | Manchester United | Manchester United | Manchester United | Manchester United |
| Menedzser       | Időszak         | M               | Gy              | D               | V               | Gy %            | Időszak           | M                 | Gy                | D                 | V                 | Gy %              |
| --------------- | --------------- | --------------- | --------------- | --------------- | --------------- | --------------- | ----------------- | ----------------- | ----------------- | ----------------- | ----------------- | ----------------- |
| Ernest Mangnall | 1912–1924       | 350             | 151             | 117             | 82              | 43.14           | 1903–1912         | 471               | 242               | 139               | 90                | 51.38             |

Ezek mellett a 2020-as években, miután Jim Ratcliffe megvásárolta a Manchester Unitedet, a City vezetőségéből több személy is Manchester másik oldalára szerződött.

## Gólszerzők
Dőlt: Még mindig az egyik csapat tagja
| Játékos        | Csapat                                    | Gólok |
| -------------- | ----------------------------------------- | ----- |
| Wayne Rooney   | Manchester United                         | 11    |
| Joe Hayes      | Manchester City                           | 10    |
| Francis Lee    | Manchester City                           | 10    |
| Sergio Agüero  | Manchester City                           | 9     |
| Bobby Charlton | Manchester United                         | 9     |
| Colin Bell     | Manchester City                           | 8     |
| Éric Cantona   | Manchester United                         | 8     |
| Brian Kidd     | Manchester United (5) Manchester City (3) | 8     |
| Joe Spence     | Manchester United                         | 8     |
| Paul Scholes   | Manchester United                         | 7     |
| Dennis Viollet | Manchester United                         | 7     |

## Női labdarúgás
A Manchester City női csapatát 1988-ban alapították, 30 évvel a Manchester United csapata előtt. Abban az időszakban a City csapata nyolc trófeát nyert meg, ezek közt egy bajnoki címet, négy kupát és egy ligakupát. A United WFC alapítása óta eddig a másodosztályú bajnoki címet tudták megnyerni. A két csapat először a 2019–2020-as bajnokság nyitónapján találkozott, a United feljutását követően. A nagy várakozásoknak köszönhetően a City of Manchester Stadionban tartották, rekordnak számító 31 213 néző előtt, amit három évvel később megdöntöttek 44 259-cel.

### Díjak
Frissítve: 2022. május 5.
| Csapat            | Bajnoki cím | Másodosztályú bajnoki cím | Kupa | Ligakupa | Angol szuperkupa | UEFA-bajnokok ligája | Összesen |
| ----------------- | ----------- | ------------------------- | ---- | -------- | ---------------- | -------------------- | -------- |
| Manchester City   | 1           | 0                         | 3    | 4        | 0                | 0                    | 8        |
| Manchester United | 0           | 1                         | 0    | 0        | 0                | 0                    | 1        |
| Összesen          | 1           | 1                         | 3    | 4        | 0                | 0                    | 9        |

### Statisztika
Firssítve: 2022. december 11.
| Kiírás              | Mérkőzések | City-győzelem | Döntetlen | United-győzelem | City-gólok | United-gólok |
| ------------------- | ---------- | ------------- | --------- | --------------- | ---------- | ------------ |
| Bajnokság           | 22         | 10            | 5         | 7               | 46         | 42           |
| FA-Kupa             | 4          | 4             | 0         | 0               | 13         | 4            |
| Ligakupa            | 3          | 0             | 1         | 2               | 1          | 4            |
| Regionális ligakupa | 2          | 1             | 1         | 0               | 5          | 4            |
| Összesen            | 31         | 15            | 7         | 9               | 65         | 54           |

### Eredmények

#### Bajnokság
| Dátum                                                              | Helyszín                   | Eredmény | Nézőszám |
| ------------------------------------------------------------------ | -------------------------- | -------- | -------- |
| Manchester City WFC vs. Manchester United Női Rajongók Csapata-éra |                            |          |          |
| 1990. szeptember 30.                                               | Wythenshawe Sports Ground  | 4–3      |          |
| 1991. január 12.                                                   | Wythenshawe Sports Ground  | 2–2      |          |
| 1993. március 7.                                                   | Wythenshawe Sports Ground  | 2–1      |          |
| 1993. október 10.                                                  | Wythenshawe Sports Ground  | 5–1      |          |
| 1995. január 8.                                                    | Wythenshawe Sports Ground  | 3–2      |          |
| 1995. november 19.                                                 | Wythenshawe Sports Ground  | 1–2      |          |
| 1996. december 1.                                                  | Wythenshawe Sports Ground  | 3–5      |          |
| Ismeretlen dátum, 2000–2001                                        | Valley Road                | 4–1      |          |
| Manchester City WFC vs. Manchester United WFC-éra                  |                            |          |          |
| 2019. szeptember 7.                                                | City of Manchester Stadion | 1–0      | 31213    |
| 2021. február 10.                                                  | Academy Stadion            | 3–0      | 0        |
| 2022. február 13.                                                  | Academy Stadion            | 1–0      | 5317     |
| 2022. december 11.                                                 | City of Manchester Stadion | 1–1      | 44259    |
| 2024. március 23.                                                  | City of Manchester Stadion | 3–1      | 40086    |

| City-győzelmek | Döntetlen | United-győzelmek |
| -------------- | --------- | ---------------- |
| 9              | 2         | 2                |

| Dátum                                                              | Helyszín             | Eredmény | Nézőszám |
| ------------------------------------------------------------------ | -------------------- | -------- | -------- |
| Manchester United Női Rajongók Csapata vs. Manchester City WFC-éra |                      |          |          |
| 1991. május 5.                                                     |                      | 4–1      |          |
| 1992. január 26.                                                   |                      | 1–0      |          |
| 1992. november 29.                                                 |                      | 5–2      |          |
| 1994. január 16.                                                   |                      | 2–2      |          |
| 1994. november 27.                                                 |                      | 0–1      |          |
| 1995. október 22.                                                  |                      | 3–0      |          |
| 1997. március 2.                                                   |                      | 4–1      |          |
| 2000. október 1.                                                   |                      | 0–4      |          |
| Manchester United WFC vs. Manchester City WFC-éra                  |                      |          |          |
| 2020. március 29.                                                  | Leigh Sports Village | C–C      | N/A      |
| 2020. november 14.                                                 | Leigh Sports Village | 2–2      | 0        |
| 2021. október 9.                                                   | Leigh Sports Village | 2–2      | 3797     |
| 2023. május 21.                                                    | Leigh Sports Village | 2–1      | 7864     |
| 2023. november 19.                                                 | Old Trafford         | 1–3      | 43615    |

| United-győzelmek | Döntetlen | City-győzelmek |
| ---------------- | --------- | -------------- |
| 6                | 3         | 3              |

#### Kupa
| Dátum                                                              | Helyszín                  | Eredmény     | Kiírás                                | Nézőszám |
| ------------------------------------------------------------------ | ------------------------- | ------------ | ------------------------------------- | -------- |
| Manchester City WFC vs. Manchester United Női Rajongók Csapata-éra |                           |              |                                       |          |
| 1993. január 31.                                                   | Wythenshawe Sports Ground | 2–1          | Észak-nyugati női regionális ligakupa |          |
| 1993. szeptember 12.                                               | Wythenshawe Sports Ground | 2–0          | Angol kupa                            |          |
| 1998. március 1.                                                   |                           | 3–3          | Észak-nyugati női regionális ligakupa |          |
| 2000. november 10.                                                 | Valley Road               | 4–1          | Angol kupa                            |          |
| Manchester City WFC vs. Manchester United WFC-éra                  |                           |              |                                       |          |
| 2019. október 20.                                                  | Leigh Sports Village      | 0–2          | Ligakupa csoportkör                   | 4042     |
| 2020. január 26.                                                   | Leigh Sports Village      | 3–2          | FA-Kupa negyedik forduló              | 1948     |
| 2020. november 19.                                                 | Leigh Sports Village      | 0–0 (t. 3–4) | Ligakupa csoportkör                   | 0        |
| 2021. november 17.                                                 | Leigh Sports Village      | 1–2          | Ligakupa csoportkör                   | 2369     |
| 2022. február 27.                                                  | Leigh Sports Village      | 4–1          | FA-Kupa negyedik forduló              | 2335     |

| City-győzelmek | Döntetlenek | United-győzelmek |
| -------------- | ----------- | ---------------- |
| 5              | 2           | 2                |

### Mindkét csapatban játszó játékosok
Frissítve: 2023. november 19.
| Játékos        | Manchester City színeiben | Manchester City színeiben | Manchester City színeiben | Manchester United színeiben | Manchester United színeiben | Manchester United színeiben |
| Játékos        | Időszak                   | Bajnoki pályára lépések   | Bajnoki gólok             | Időszak                     | Bajnoki pályára lépések     | Bajnoki gólok               |
| -------------- | ------------------------- | ------------------------- | ------------------------- | --------------------------- | --------------------------- | --------------------------- |
| Ella Toone     | 2016–2018                 | 5                         | 0                         | 2018–napjainkban            | 114                         | 44                          |
| Abbie McManus  | 2009–2013 2014–2019       | 127                       | 8                         | 2019–2021                   | 16                          | 0                           |
| Jane Ross      | 2015–2018                 | 33                        | 13                        | 2019–2021                   | 23                          | 3                           |
| Alex Greenwood | 2020–napjainkig           | 75                        | 4                         | 2018–2019                   | 18                          | 4                           |
| Aoife Mannion  | 2019–2021                 | 7                         | 0                         | 2021–napjainkig             | 19                          | 0                           |
| Nikita Parris  | 2015–2019                 | 72                        | 37                        | 2022–napjainkig             | 27                          | 7                           |